# Acronicta burmanensis
Acronicta burmanensis là một loài bướm đêm trong họ Noctuidae.